# Villa Nova AC
Der Villa Nova Atlético Clube, in der Regel nur kurz Villa Nova genannt, ist ein Fußballverein aus Nova Lima im brasilianischen Bundesstaat Minas Gerais.

## Erfolge
- Campeonato Brasileiro de Futebol – Série B: 1971
- Staatsmeisterschaft von Minas Gerais: 1932, 1933, 1934, 1935, 1951
- Staatsmeisterschaft von Minas Gerais – 2nd Division: 1995, 2021
- Staatspokal von Minas Gerais: 1977, 2006
- Campeonato Mineiro do Interior: 1996, 1997, 1998, 1999
- Torneio de Incentivo: 1976, 1987
- Copa Centro Sul do Brasil: 1968
- Copa Centro de Minas Gerais: 1974

## Stadion
Der Verein trägt seine Heimspiele im Estádio Municipal Castor de Cifuentes, auch unter dem Namen Estádio Castor Cifuentes bekannt, in Nova Lima aus. Das Stadion hat ein Fassungsvermögen von 15.000 Personen.

## Trainerchronik
Stand: 11. August 2021
| Trainer         | Nation            | von                | bis               |
| --------------- | ----------------- | ------------------ | ----------------- |
| Flávio Lopes    | Brasilien         | 23. Juli 2007      | 29. Oktober 2007  |
| Mauro Fernandes | Brasilien         | 2. März 2012       | 30. Mai 2012      |
| Leston Júnior   | Brasilien         | 11. November 2016  | 20. März 2017     |
| Ito Roque       | Brasilien         | 22. März 2017      | 31. Juli 2017     |
| Ademir Fonseca  | Brasilien         | 27. Juli 2020      | 31. Dezember 2020 |
| Mancini         | Brasilien Italien | 16. September 2020 | ?                 |
| Cícero Júnior   | Brasilien         | 1. Juli 2021       | heute             |